# Hindeloopen
Hindeloopen (in frisone: Hylpen) è una località dei Paesi Bassi facente parte del comune di Súdwest Fryslân (e un tempo del comune soppresso di Nijefurd), nella provincia della Frisia.

## Storia
Hindeloopen ricevette lo status di città nel 1225 e nel 1368 divenne membro della Lega anseatica. Fin dal XII e XIII secolo, i marinai di Hindeloop intrapresero viaggi verso le coste del Mar del Nord e del Mar Baltico. I rilevanti contatti con popolazioni straniere e quelli più rari con le popolazioni dell'interno furono probabilmente all'origine dello sviluppo del cosiddetto linguaggio di Hindeloop, un misto di lingua frisone, inglese, danese e norvegese.
La città conobbe un periodo di particolare prosperità nel XVII e XVIII secolo grazie all'ampio sviluppo che ebbero i commerci marittimi; in questo periodo nella città si svilupparono un particolare stile architettonico e di arredo, con edifici e mobili molto colorati.
Rimangono tuttora nelle strette vie della città alcune delle case dei capitani, testimonianza di questo periodo di prosperità. Alcune presentano tuttora un'ancora appesa sulla facciata, all'epoca indicazione che il capitano che vi abitava era disponibile per un ingaggio. Quando questi era in mare, durante il periodo estivo, la moglie si trasferiva con i figli in una piccola casa a livello del mare denominata likhus.

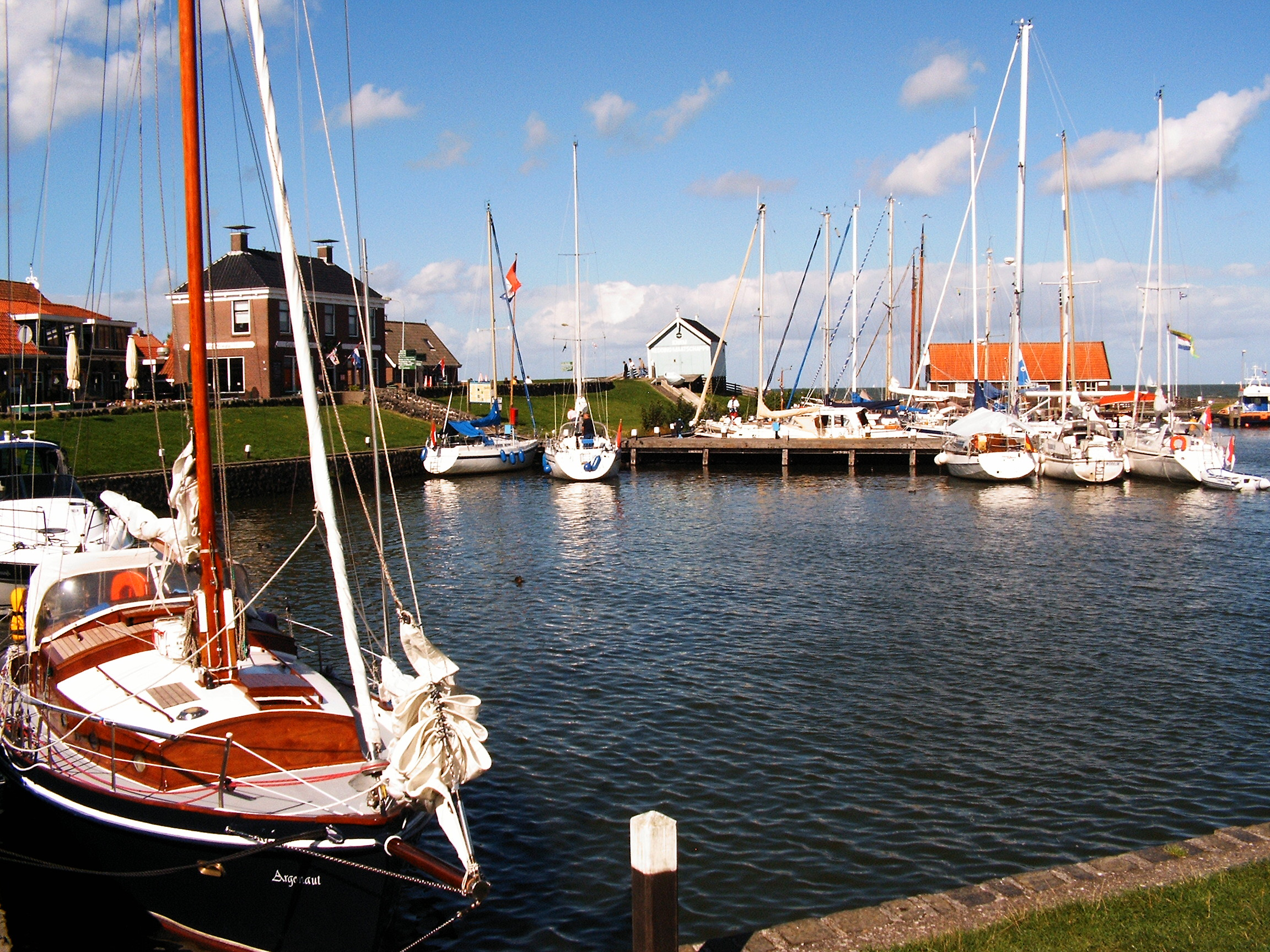
Il porto di Hindeloopen

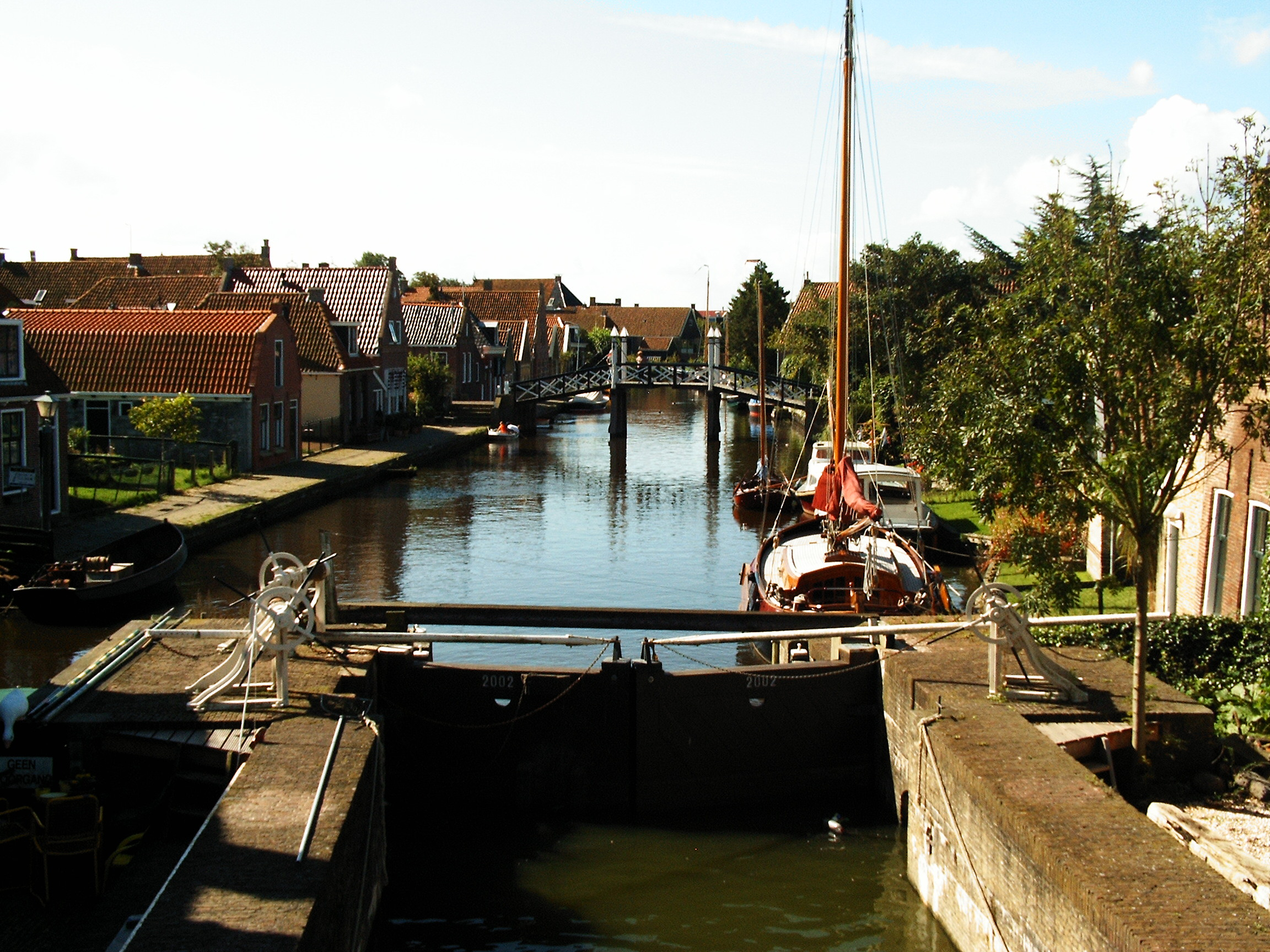
Un canale a Hindeloopen